# SD GUNDAM外傳 聖機兵物語
SD高達外傳 聖機兵物語是SD高達外傳第三作，以「高達0083．星塵之回憶」為主要角色藍本，故事中亦首度出現巨大戰鬥兵器「機兵」，奠定往後各篇章中圍繞「騎士．機兵」的傳統。（「機兵」的設定，亦影響SD戰國傳系列中出現類似機兵的「機動武者」。）同時此作亦是首次確認兩個舞台不同的前兩作「捷古自護編」的拉古羅亞、與「圓桌騎士編」的布禮特斯王國，其實是同時存在的兩個國家。確立此後續作「機甲神傳說」、「聖龍傳說」、「黃金神話」，圍繞「拉古羅亞—布禮斯特王國—達巴王國」三者為故事舞台的傳統。

## 登場人物

### 達巴王國
故事最初發生的舞台，由女王莉娜管治的國家，擁有製作機兵技術，但苦於面對度拉斯王國侵略。直到騎士高達GP01喚醒聖機兵後，才打破戰局。
騎士ガンダムGP01 (ガンダムGP01)／バーサル騎士ガンダムGP01/(ガンダムGP01FB)
前作「聖機兵物語」中出場的主角，是騎士高達GP02的下屬，同樣肩負保護女王莉娜的重任。後來GP02被捷古自護控制，成為大魔騎士原子高達，他便與「圓桌騎士團」成員灼熱騎士高達F91、以及傳說中的聖機兵踏上旅程……
重騎士ガンダムGP02 (ガンダムGP02)
騎士GP01的上司，達巴王國中實力數一數二的騎士，對自身實力相當自信，直到下屬GP01獲得聖機兵承認、以及擊退度拉斯王國機兵，便心生疾妒，捷古自護便乘著GP02萌生惡念的機會依附，成為「重騎士原子高達」的達巴斯騎士。
騎士ガンダムGP03 (ガンダムGP03)
使用雙劍達巴王國騎士，擁有專用雙馬戰車「歐奇斯」(後來SD高達外傳 機甲神傳說中六有出現強化型態)，實力足以與機兵匹敵。
專用機兵﹕裝甲戰車．歐奇斯
吟遊騎士紅色戰士R（紅色戰士R）
阿爾馬斯達大陸、名為「レガシム」的自治領主，由於駐地被新自護入侵，而加入達巴王國騎士團。本身除了善於華麗的劍法，也是黃金機兵操控者。與圓桌騎士團的麗騎士有著淵源。家人除了父母，還有一個妹妹。
傭兵騎士瑪爾斯高達/騎士高達F90II (ガンダムF90(達巴王國僱用)/ガンダムF90火星独立ジオン軍仕様(新自護族僱用))/騎士高達F90II(高達F90II)
受到達巴王國僱用的傭兵，達巴城陷落後，轉而受僱於新自護族。實際上是圓桌騎士團成員鎧騎士F90的真正長子「騎士高達F90 II」，七年以前(即是高達王一世在位時期、布禮斯特滅亡之前)，因為與父親不和而離家出走。最後在戰事最後重遇三位弟弟，並與父親和解，才以本來的名字加入達巴軍。
在「新約SD 高達外傳騎士王物語中」(主要講述高達王一世即位布禮斯特國王前及首代圓卓騎士團成立經過)中，以見習騎士高達F90II身分登場。
女皇莉娜 (妮娜·帕普頓)
達巴王國女皇，在位期間，發生新自護族入侵戰爭。後來擔當聯軍總指揮。
茜茜莉 (比拉公主)  (茜茜莉·費查特)
侍女瑪蒂達  (瑪蒂達·亞讚)
比拉公主的侍女
家臣摩拉 (麼娜·摩拉)
女皇莉娜的家臣
兵士基斯 (查克·基斯)
鬥士鐳射大炮M (量産型鐳射大炮)
達巴王國戰士，受王命被派到王家之谷。
戰士強化型吉姆 (大功率吉姆)
達巴王國的二刀流戰士，由於單體實力薄弱，因此慣以人海戰術作戰。
戰士吉姆特裝型(吉姆特裝型)
達巴王國戰士，與同伴戰士強化型吉姆一樣，經常以多人共同行動，以彌補單獨作戰的不足。
兵士吉姆結他 (吉姆)
達巴王國的兵士，擔當王家之谷警備工作。
僧侶G加農馬格納（G加農·馬格納）
達巴王國地位最高的僧侶，擁有超越新自護族咒術師的力量，並與拉古羅亞軍迎接最終決戰。
戰士吉姆大炮II (ジム·キャノンⅡ)
達巴王國的戰士，與強化型吉姆及吉姆改一樣，經常以多數同伴一起行動，得意武器是斧頭。曾在巴拉巴平原（兵士ジムギブソン）與新自護軍的陸上部隊展開決戰。
修理工西布克 (西布克·亞諾)

機械工雷斯利
白銀機兵維加斯傑農的製作者兼駕駛員，西布克的父親
吉姆 (ジム)
機兵阿羅域姆阿里斯的駕駛員。
操手吉姆R（ジム改）
機兵尼佩里的駕駛員。

#### 機兵
黄金機兵阿爾杰農（百式）
吟遊騎士紅色戰士R的駕駛的機兵。
黄金機兵超級阿爾杰農（百式改）
黄金機兵阿爾杰農的改修型。
白銀機兵維加斯夏
機械工雷斯利的設計兼駕駛的機兵。
機兵阿爾吉儂EG
以姆阿里斯為基礎的改良型，參考阿爾杰農的設計，為吟遊騎士紅色戰士R於黄金機兵阿爾杰農改修期間駕駛的機兵。
機兵尼佩里

雜機兵姆阿里斯

弓機兵阿羅域姆阿里斯

### 神族
超越之龍 (S高達)
傳說中的守護神，由騎士高達及煞旦高達再次合體而成的最強戰神，曾將力量賦予傳說的聖機兵。
全能領主超越高達
超越之龍及全能騎士高達GP01合體而成，因為GP01在駕駛真聖機兵的精神負擔太大，所以超越之龍與GP01合體，直至超越之龍駕駛真聖機兵與邪神機兵同歸於盡。

#### 聖機兵/機械
聖機兵卡利歷斯/真聖機兵卡利歷斯

裝甲馬車 歐奇斯
聖機兵雷利歷斯
無需操縱者亦能自我行動的機兵。
機械兵士Gunkiller

### 拉古羅亞
騎士團長阿寶 (阿寶‧尼爾)
「捷古自護編」中出場的騎士，現在成為拉古羅亞騎士團長，坐騎為「捷古自護編」中出場的天馬白色基地。
剛戰士鐳射大炮 (鐳射大炮)
「捷古自護編」中出場的戰士
僧正矮人太空坦克 (太空坦克)
「捷古自護編」中出場的僧侶
操獸士伊迪高達
本名為吉姆漢森Jr.
劍士哈迪刚 (哈迪刚)
拉古羅亞騎士團的劍士
隨從積根 (積根)
騎士團長阿寶的隨從

### 布禮斯特王國
灼熱騎士高達F91／幻影騎士高達RXF91
現任圓桌騎士團成員之一，奉高達王二世之命與銀騎士維那・基娜救援達巴王國，在王家之谷中因駕駛聖機兵精神透支而陷於昏迷，其後以幻影騎士高達RXF91再出現。
銀騎士維那・基娜
與前作一樣，都是灼熱騎士F-91的隨從。
重甲騎士高達F90
圓桌騎士團之一，F90家族之長。
劍士F90Jr.、鬥士F90Jr.、法術士F90Jr.
圓桌騎士團之一，重甲騎士高達F90之子，騎士高達F90II（傭兵騎士瑪爾斯高達）之弟弟。

### 新自護族

#### 主要人物
総帥ジークカロッゾ/鉄仮面バグカロッゾ（カロッゾ・ロナ）
新自護族統帥。
軍師クワトロ（クワトロ・バジーナ）
「SD高達外傳」中登場的騎士馬沙，加入新自護成為軍師，在他背後，經常浮現魔術師娜娜的靈魂。擁有專用的紅色渣古機兵。
專用機兵﹕ド・ズーカカスタム
重騎士アトミックガンダム(高達GP02)
被捷古自護附身的重騎士高達GP02，號稱新自護族最強戰士
專用機兵﹕合成機兵 沙馬尼杜．基米拉
公子多尼魯（ドレル・ロナ）
新自護族羅拿家族的公子
指揮官薩比尼（ザビーネ・シャル）
新自護族巴拉巴平原的部指揮官
副官安娜瑪莉（アンナマリー・ブルージュ）
指揮官薩比尼的副官
指揮官賈圖（アナベル・ガトー）
神官絲瑪（シーマ・ガラハウ）

#### 王家之谷
怪物雷德渣古 （馬沙專用渣古）
怪物飛行老虎（老虎飛行試驗型）
怪物活屍佐恩（迪南·佐恩）
怪物幽靈強人（強人）
怪物影子格魯古古（格魯古古）
重怪物風暴加布蘭（加布蘭）
兵士魔蟹（魔蟹）
戰士高战蟹（高战蟹）
戰士佐寇克（佐寇克）
闘士原型大魔（試作型大魔）
騎士舊渣古（渣古I）
騎士行動渣古（行動扎古）
騎士汉布拉比/怪物蝠鱝汉布拉比（汉布拉比）
僧侶龟霸（龟霸）
邪騎士龍飛（龍飛）
咒術士貝爾格·基洛斯/怪物大基洛斯（貝爾格·基洛斯）
忍拜亞蘭（拜亞蘭）
新自護族的忍者
忍姆歷沙（姆歷沙）
新自護族的忍者
騎士托克瓦（托克瓦）
戰士丹宁（丹宁）

#### 巴拉巴平原
怪物食屍鬼渣古（渣古II）
怪物蝸牛盖洛普
怪物鋼鐵亞斯曼（亞斯曼）
怪物灰熊渣古III（渣古III）
重怪物帕拉斯巴西利斯克（帕拉斯·雅典娜）
重怪物基米拉・德卡（乍德·德卡+居勒·德卡）
怪物九頭蛇老虎（老虎）
戰士加布蘭（加布蘭）
戰士里格魯古（里格魯古）
騎士葛士尼（葛士尼）
闘士獵犬（獵犬）
僧侶卡爾斯J（加布蘭）
新自護族的僧侶
魔術士哈曼·哈曼（哈曼·哈曼）
新自護族的魔術士
幽騎士R·加加（R·加加）
「SD高達外傳 捷古自護篇」中的自護族騎士，後來在總帥捷古卡羅索得以復活。
幽騎士昆·曼莎（京密煞）
「SD高達外傳 捷古自護篇」中的自護族騎士，後來在總帥捷古卡羅索得以復活。
駕駛機兵:魔機兵沙馬尼杜曼瑟。
忍王暗黑卡碧尼（卡碧尼MK-II (菠蕾機)）
新自護族的忍術宗師
駕駛機兵:忍邪機兵拉古魯貝麗
忍加薩・D（加薩D）
忍王暗黑卡碧尼的手下

#### 蓋亞洞穴
怪物狗頭人邦迪（哥邦迪β）
怪物懷特格魯古古（格魯古古）
怪物冰霜德萊森（德萊森）
重怪物雙足龍獵犬（獵犬）
戰士迪南·格（獵犬）
闘士格魯古古M（絲瑪専用格魯古古M）
幽騎士強人（強人）
「SD高達外傳 捷古自護篇」中的自護族騎士，後來在總帥捷古卡羅索得以復活。
騎士貝爾格·達拉斯（貝爾格·達拉斯）
咒術士高战蟹（高战蟹）
駕駛員渣古（渣古II）
機兵駕駛員

#### 巴基亞界
新自護族的根據地
怪物霍布魔蟹（魔蟹）
怪物巴爾巴洛龍蝦（巴爾・巴洛）
怪物骸骨葛士尼（葛士尼）
怪物乍德獅鷲（乍德·德卡）
怪物海蛇比格罗（比格罗）
戰士德拉杰（德拉杰）
闘士熱帶大魔（大魔熱帶型）
騎士貝爾格·巴鲁斯（貝爾格·巴鲁斯）
騎士維娜・泽娜（貝爾格·巴鲁斯）
妖騎士卡貝拉迪特拉（卡貝拉·迪特拉）
魔道士薩米路（薩米路）／重怪物克勞德捷露 （路維·捷露

#### 機兵
邪神機兵雷利卡羅索
邪機兵黑暗暴君（龍飛）
邪騎士龍飛駕駛的機兵。
邪機兵新黑暗暴君（龍飛）
邪機兵黑暗暴君的改修型。
魔機兵沙馬尼杜曼瑟
幽騎士昆·曼莎駕駛的機兵。
忍邪機兵拉古魯貝麗（卡碧尼）
忍王暗黑卡碧尼駕駛的機兵。
機械忍者拉古魯/拉格魯薩（渣古II）
忍加薩・D駕駛的機兵。
合成機兵沙馬尼杜．基米拉（京密煞）
重騎士原子高達駕駛的機兵，以魔機兵沙馬尼杜曼瑟、忍邪機兵拉古魯貝麗、邪機兵新黑暗暴君的殘骸結合而成。
魔機兵加魯迪貝拉（卡貝拉·迪特拉）
妖騎士卡貝拉迪特拉的駕駛機兵。
機兵指甲剪（魔蟹）
傭兵騎士瑪爾斯高達 (騎士高達F90II)駕駛的機兵。
機兵杜．兹卡（渣古II）
機兵杜．兹卡特裝型（馬沙專用渣古）
軍師古華多羅駕駛的機兵
機兵新杜・兹卡（渣古II）
杜・兹卡的改修型
雜機兵格・古薩（渣古II）
岩機兵岩石格・古薩（渣古II）
火機兵火焰格・古薩（渣古II）
工機兵基・遜 （索克）